# Corynactis annulata
Corynactis annulata is een Corallimorphariasoort uit de familie van de Corallimorphidae. De wetenschappelijke naam van de soort is voor het eerst geldig gepubliceerd in 1867 door Verrill.